# متلألئة صغيرة الأزهار
متلألئة صغيرة الأزهار (الاسم العلمي:Luzula parviflora) هي نوع من النباتات تتبع جنس المتلألئة من الفصيلة الأسلية.